# Hillsdale (Oklahoma)
Hillsdale – miasto w Stanach Zjednoczonych, w stanie Oklahoma, w hrabstwie Lawrence.